# Nationalliga B (Eishockey) 1947/48
Die Saison 1947/48 war die erste reguläre Austragung der Nationalliga B, der zweithöchsten Schweizer Spielklasse im Eishockey.

## Modus
Die Mannschaften wurden in der Hauptrunde in zwei Gruppen aufgeteilt. Der Erstplatzierte jeder Gruppe qualifizierte sich für den Final.

## Hauptrunde

### Gruppe West
| Pl. | Team                 |
| --- | -------------------- |
| 1.  | HC La Chaux-de-Fonds |
| 2.  | EHC Visp             |
| 3.  | EHC Kloten           |
| 4.  | EHC Basel            |

### Gruppe Ost
| Pl. | Team            |
| --- | --------------- |
| 1.  | HC Ambrì-Piotta |

## Final
- HC Ambrì-Piotta – HC La Chaux-de-Fonds